# Younger Now
Younger Now је шести студијски албум америчке певачице Мајли Сајрус. Изашао је 29. септембра 2017. од стране RCA Records. Мајли је размишљала о рекламном албуму који ће да следи након албума Bangerz, док је истовремено правила и експериментални пети албум Miley Cyrus & Her Dead Petz током 2015, иако је касније постала инспирисана од стране вереника Лијама Хемсворта у 2016. Younger Now су написали Мајли Сајрус и Орен Јоел, са којим је сарађивала на претходна два албума. Албум садржи гостујуће вокале певачице Доли Партон.
Албум је добио помешане критике критичара, који су осећали да текст песама и продукција немају суштину. Нашао се на петој позицији на Билбордовој листи, продавши 45.000 копија током прве седмице, и означава њену најнижу позицију и најмању профитабилност албума. Сингл Malibu се нашао на десетој, док се сингл Younger Now нашао на 79. позицији на Билборд хот 100 листи. Поред тога, сингл Malibu добио је дупло платинумско признање од Америчког удружења дискографских кућа.